# Lev perský
Lev perský (dříve Panthera leo persica, od roku 2017 součást Panthera leo leo), též zvaný lev indický či asijský lev, je označení pro asijskou populaci lva (Panthera leo), konkrétně poddruhu lev berberský (Panthera leo leo). Historické rozšíření tohoto lva se táhlo v pásu území od Turecka na západě až po střední Indii na východě. K roku 2021 žije pouze v indickém státě Gudžarát a Mezinárodním svazem ochrany přírody (IUCN) je veden jako ohrožený. Jeho populace od 70. let 20. století pomalu vzrůstá: podle sčítání z roku 2017 dosahovala celkem 650 kusů, k červnu 2020 se zvýšila na 674 jedinců. Pokusy o reintrodukci na jiná místa se zatím nezdařily.
Ve srovnání s africkými populacemi lva mají lvi perští několik zvláštností. Dosahují v průměru poněkud menšího vzrůstu a hmotnosti (samci 160 kg, samice 117 kg) a hříva samců bývá méně rozsáhlá (především na temeni hlavy). Na břiše mají podélný lalok volně visící kůže, jenž africkým lvům chybí. Z hlediska sociální organizace je hlavním rozdílem to, že jejich smečky nejsou tak početné a málokdy zahrnují i dospělé samce. Ti se ke lvicím připojují většinou jen v době páření nebo občas také při konzumaci větší kořisti. Nejdůležitější kořistí lvů perských jsou různé druhy kopytníků (především jelenů a divokých turů), přičemž poměrně často zabíjejí i domácí zvířata. K páření dochází většinou na podzim, březost trvá přibližně 110 dnů a samice poté vrhá maximálně sedm mláďat (nejčastěji dvě až tři), která se osamostatňují ve věku dvou let. Samice pak zůstávají ve smečce, samci odcházejí pryč, přičemž mohou vytvářet malé klany, které žijí spolu. Hlavní hrozbou pro asijské lvy byl dříve lov, nyní jsou to nemoci, jiní lvi, antropogenní nehody a občasné konflikty s lidskou populací v důsledku zabíjení domácích zvířat.
Lvi měli důležité postavení v mnoha asijských kulturách, přičemž symbolizovali především sílu a majestátnost.

## Nomenklatura
Lva poprvé systematicky zařadil Carl Linné ve svém zásadním, desátém vydání knihy Systema naturae v roce 1758. Lev perský jako samostatný taxon byl vědecky popsán v roce 1826 rakouským zoologem Johannem Meyerem pod trinomickým jménem Felis leo persicus, čili jako poddruh lva, na základě kůže pocházející z Persie. V průběhu 19. století pak několik vědců popsalo pod různými názvy lvy z rozličných oblastí Asie. Šlo o Felis leo bengalensis, Felis leo goojratensis, Leo asiaticus a Felis leo indicus. Britský zoolog a taxonom Reginald Innes Pocock tomuto poddruhu v roce 1930 přidělil na dlouhou dobu validní název Panthera leo persica. Ve 20. století zůstávala taxonomie nejistá, obvykle se asijské formy lva přiřazovaly do jednoho samostatného poddruhu. Nicméně český zoolog Vratislav Mazák dělil asijské lvy na dva poddruhy – lvy perské (Panthera leo persica) a lvy indické (Panthera leo goojratensis). Kristin Nowellová a Peter Jackson ve své kompilaci čeledi kočkovitých, vydanou vědeckým institutem IUCN ve Švýcarsku v roce 1996, uznávali jen jeden asijský poddruh.
V roce 2017 prošla většina kočkovitých šelem rozsáhlou taxonomickou revizí sepsanou odborníky z SSC Cat Specialist Group (komise spadající pod IUCN), která přinesla mnohdy velmi razantní změny dosavadního členění. Počet subspecií lva byl zredukován z dosavadních jedenácti na pouhé dvě. Za prvé jde o nominátní poddruh Panthera leo leo, který zahrnuje severoafrické, západoafrické, středoafrické a veškeré asijské lvy. Druhým poddruhem je Panthera leo melanochaita, kam se řadí lvi z jižní a východní Afriky. Hranicí mezi oběma poddruhy je Etiopie, bez konkrétního vymezení.
Názvy pro lva v místních jazycích jsou tyto: v gudžarátštině sinh či suwaj, v hindštině sinh, sher, untia bagh (doslova „velbloudí tygr“), v maldharištině hawaj nebo simha, v kannadštině simha, babar sher v perštině. V evropských jazycích je obvykle nazýván „asijský lev“. Vědecká synonyma jsou:
- P. l. persica (Johann Nepomuk Meyer, 1826)
- P. l. asiaticus (Brehm, 1829)
- P. l. bengalensis (Bennett, 1829)
- P. l. indica (Smee, 1833)
- P. l. goojratensis (de Blainville, 1843)

## Evoluce, historie
Lev perský je morfologicky i geneticky odlišný od prehistorického jeskynního lva (Panthera spelaea), který obýval Eurasii v pleistocénu. Fosilní zbytky lva byly nalezeny v západním Bengálsku a fosilní zuby poddruhu nazvaného Panthera leo sinhaleyus byly objeveny na Srí Lance. Má se za to, že tato forma, jež byla rovněž odlišná od moderního lva perského, vyhynula asi před 39 000 lety, ještě před příchodem moderního člověka do oblasti.
Fylogenetická analýza z roku 2006 založená na zkoumání mitochondriální DNA lvů z různých oblastí výskytu ukázala, že subsaharská populace lvů je bazální v poměru ke všem moderním lvům. Tato zjištění podporují teorii o východoafrickém či jihoafrickém původu lva. Zdá se pravděpodobné, že lvi odtud následně migrovali do západní a severní Afriky, poté na Arabský poloostrov, do Turecka, jižní Evropy, jihozápadní a jižní Asie. Došlo k tomu pravděpodobně v průběhu posledních 20 000 let. Další navazující studie z roku 2008 provedená na 347 vzorcích tato tvrzení poněkud upravila. Podle ní se bazální populace moderního lva objevila v Africe asi před 169 000 až 324 000 lety. Odtud se ve dvou vlnách rozšířila do zbytku areálu. První vlna proběhla asi před 100 000 lety, druhá na přelomu pleistocénu a holocénu, tedy zhruba před 7 000 až 14 000 lety. Studie evoluce lvů z roku 2020 pak hovoří o odštěpení poddruhů Panthera leo leo a Panthera leo melanochaita asi před 70 000 lety, přičemž samotná indická subpopulace se od ostatních lvů vydělila přibližně před 30 000 lety.

## Rozšíření a populace
Ještě do 18. století žil lev perský v rozsáhlé oblasti západní a jižní Asie táhnoucí se od dnešního Turecka a Sýrie po střední Indii. Jižní hranici v Indii tvořila řeka Narmada. Lvi žijící až do začátku letopočtu v jihovýchodní Evropě se obvykle mezi asijské lvy nezařazují a uvádějí se pod provizorním názvem lev evropský, jde ovšem nejspíše o rozdílnou populaci stejného poddruhu, tedy Panthera leo leo. Z naprosté většiny asijského území ale do konce 19. století, především kvůli intenzivnímu lovu, vymizel. Ve 20. století přežíval už jen v Indii, Iráku a Íránu. Z posledně jmenovaných států vymizel do roku 1942, někdy se udává, že v případě Íránu možná až v roce 1957.
První odhad počtu lvů v Indii se datuje do 50. let 19. století: podle člena indické armády Williama Rice zde tehdy žilo méně než 300 jedinců. Začátkem 20. století zůstala v Indii již jen gudžarátská populace (na Káthijávárském poloostrově), která byla chráněná jako součást soukromého loveckého teritoria místních šlechticů – nabobů z Džúnagádhu. Jednalo se zpočátku o 20 (zřejmě záměrně podhodnocený odhad) až 50, případně možná až 100 jedinců. Populace pod ochranou rostla a census z roku 1936 hovořil o 287 kusech. Pak došlo k poklesu a v 70. letech 20. století zde žilo 180 lvů. Od té doby populace poměrně stabilně roste. V roce 2010 šlo o 411 jedinců, v roce 2015 bylo napočítáno 523 kusů a roku 2017 až 650 lvů. Na jaře 2020 dosáhla populace již 674 jedinců. Z nich bylo 161 samců, 260 samic, zbytek tvořila mláďata a subadultní jedinci. K roku 2020 žije lev perský ve volné přírodě nadále pouze v Indii ve státě Gudžarát a to v chráněném území Gírský les (což je vnitřní národní park, jenž je obklopen přírodní rezervací) a na okolním území na celkové ploše asi 30 000 km2. V roce 2015 se v rezervaci nacházelo 304 jedinců a dalších více než 200 žilo v jejím okolí, z toho 33 v chráněném území Girnár, 11 v rezervaci Páníjá a osm v rezervaci Mítíjálá. Předpokládá se, že kapacita rezervace je okolo 300 kusů, pokud je lvů více, musejí migrovat pryč.

## Popis
Barva srsti asijských lvů má načervenale hnědý, pískový až šedý odstín. Mláďata bývají skvrnitá, ale s postupem věku skvrny zmizí. Samci mají méně hustou hřívu než jejich afričtí příbuzní (až na jedince chované v zoo), jejich uši jsou vždy dobře viditelné. Barva hřívy osciluje od blond až po černou. Poměrně spolehlivým rozlišovacím znakem od afrických lvů je přítomnost laloku (záhybu) visící kůže na břiše, a to jak u samců tak u samic. Další odlišnosti jsou ve tvaru lebky (například výraznější sagitální hřeben) a stavbě některých jejích kostí (46 % asijských lvů má rozdělení otvorů pod očnicemi, tzv. foramen infraorbitale, 99 % afrických lvů toto chybí), a také v tom, že asijští lvi mají obvykle větší střapec na konci ocasu. Čumák asijských lvů bývá delší a čelo více skloněné v porovnání s africkými jedinci.
Délka lebky u samců dosahuje 330 až 340 mm, u samic je to 292 až 302 mm. Šířka lebky se pohybuje mezi 20 a 23 cm. Délka těla a ocasu se nejčastěji pohybuje od 231 do 292 cm (samice ze vzorku 12 změřených průměrně 252 cm, samci ze vzorku 7 změřených průměrně 285 cm), přičemž u samců měří tělo cca 190 až 200 cm a ocas 80 až 94 cm. Podle měření z let 2001 až 2018 provedených na 35 jedincích dosahují samci hmotnosti 143–176 kg (průměrně 160 kg) a samice 97–138 kg (průměrně 117 kg). Starší zdroje obvykle udávají rozmezí váhy samců 160 až 190 kg a samic 110 až 120 kg. V kohoutku měří 80 až 110 cm, výjimečně až 120 cm, přičemž u samců je to v průměru 101 cm, u samic 95 cm. Celkově je perský lev poněkud menší než průměrní lvi afričtí. Diploidní počet chromozomů je 38.

## Ekologie, chování

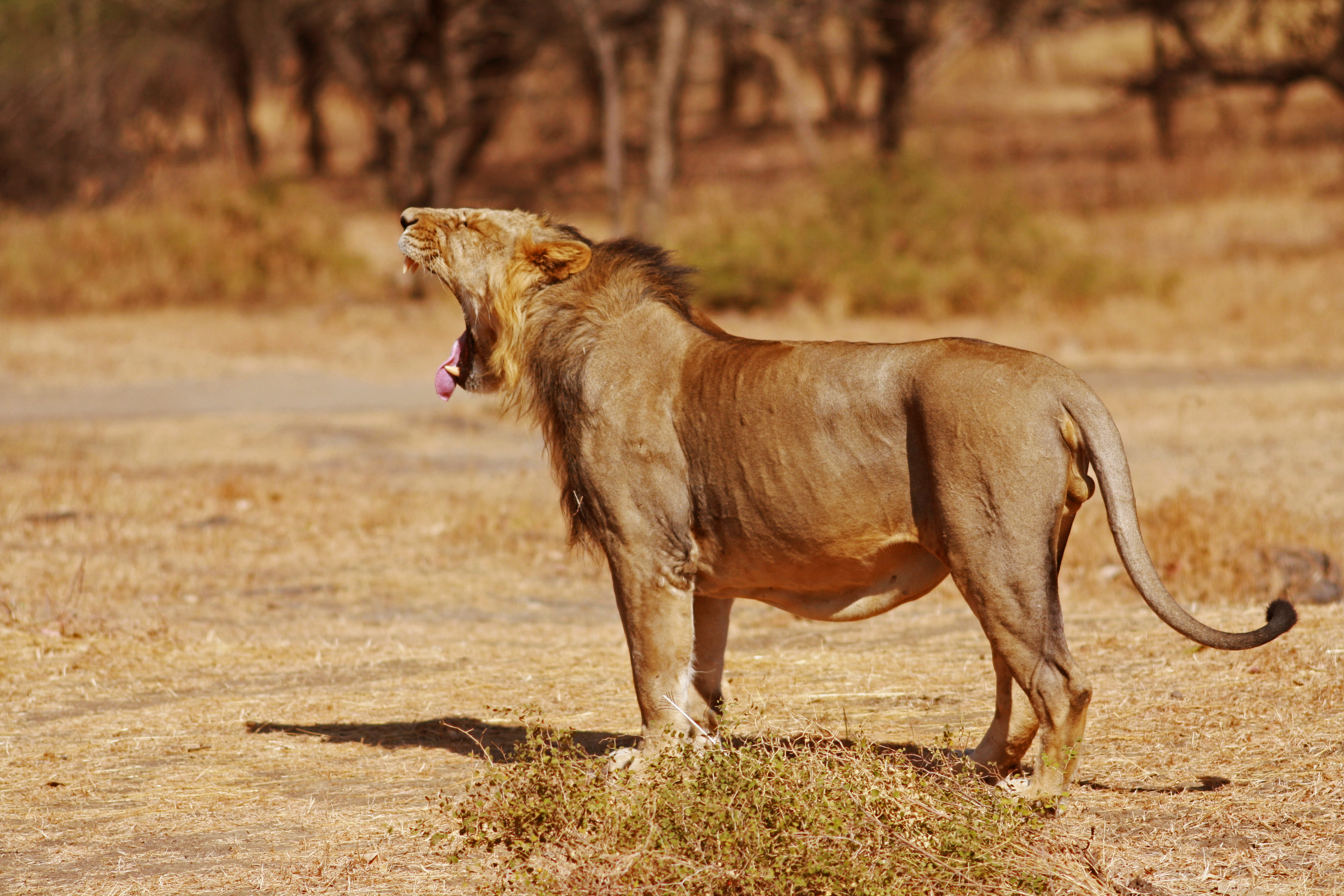
Samec lva perského s dobře viditelným lalokem visící kůže

Samci lvů perských žijí někdy samotářsky, ale častěji se sdružují do malých volných skupin několika málo jedinců (nejčastěji 2, maximálně 4 najednou). Tyto skupinky společně loví, odpočívají, značkují a hlídají své teritorium. Panuje mezi nimi jasná hierarchie, vůdčí samci v koalici se častěji páří a nárokují si větší část kořisti. V tom se liší od afrických lvů, kde jsou samčí koalice rovnostářské. Samice s mláďaty tvoří ucelenější smečky, počet jejich členů může dosáhnout až 12, ale obvykle je podstatně menší. Nejčastěji jde o dvě samice s mláďaty, výjimečně může být samic až pět. Samci se se samicemi druží převážně jen v období páření, zřídka společně hodují na kořisti nebo cestují. Teritorium samců má plochu od 11 do 832 km2, přičemž průměr na jednu koalici je 120 km2, průměr na samotářské samce je 31 km2. Území samic je obvykle menší, dosahuje rozlohy 27 až 169 km2. Teritorium samic z jedné smečky se samozřejmě z větší části překrývá. Velikost území značně kolísá na základě toho, zda se nachází uvnitř Gírské rezervace nebo mimo ni: vnitřní teritoria jsou výrazně menší, což je dáno především dostupností kořisti.
Typickým biotopem je poměrně suchá krajina s křovinatým porostem a s převahou teakových stromů. V období sucha a tepla vyhledávají lvi hustou vegetaci a stín ideálně v okolí řek. Populační hustota je odhadována na 1 lva na 7 km2, což je zhruba dvakrát více, než je běžné u tygrů (1 tygr na 11 až 17 km2). Lvi perští se vyznačují spíše soumračnou až noční aktivitou, den věnují ponejvíce odpočinku v husté vegetaci. V noci, během loveckých výprav, se mohou rozptýlit i na značné vzdálenosti a nevyhýbají se ani pohybu v zemědělských a obydlených oblastech. Své území si značí řvaním, močí a drápáním. Jsou velmi hluční a jejich řev může být slyšet kilometry daleko.

### Potrava

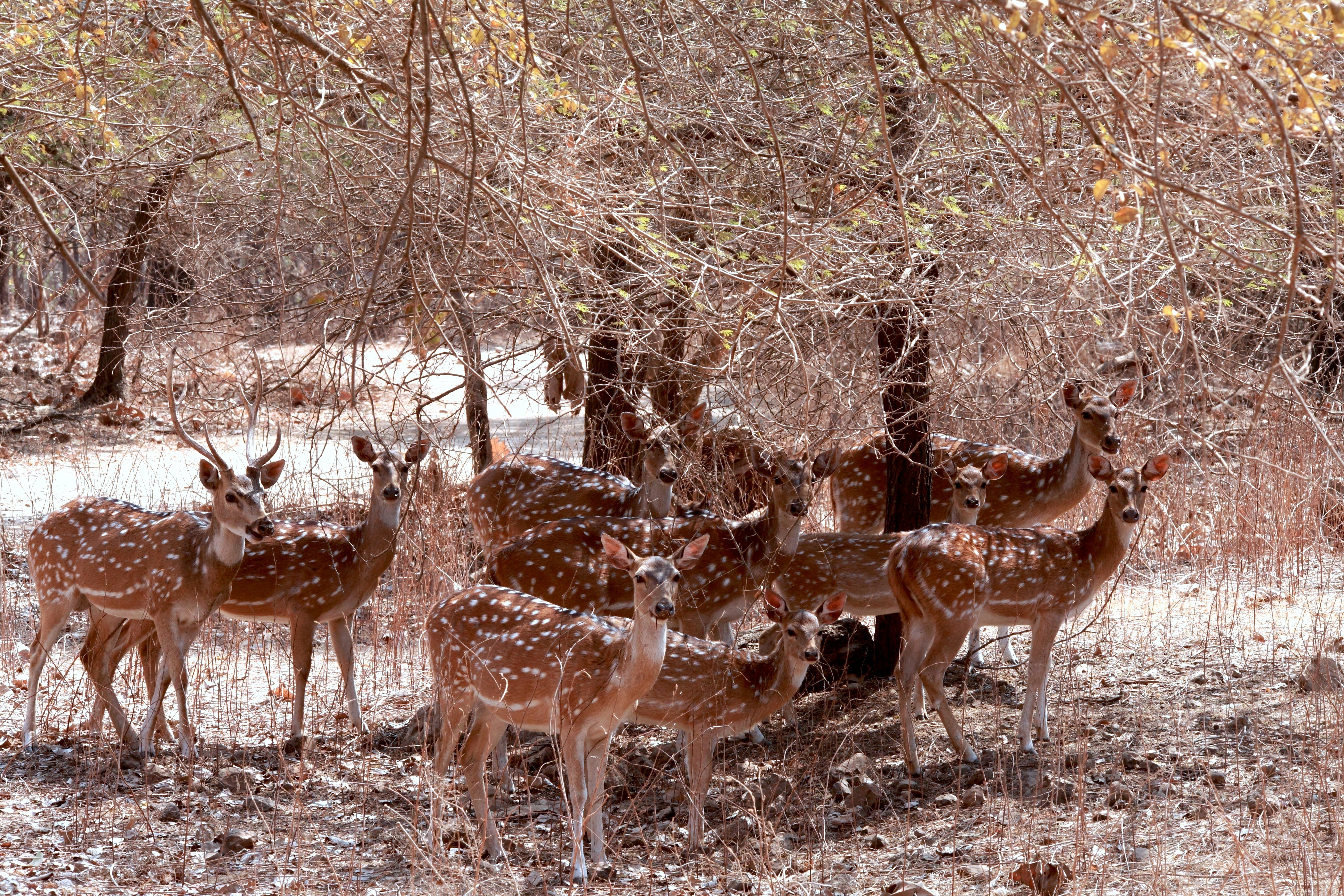
Stádo axisů indických v Národním parku Gír. Tento jelen představuje důležitou kořist lvů indických.

Obecně lvi preferují velkou kořist ve váhovém rozsahu 190 až 550 kg, nicméně v Gírském lese se mnohdy musejí spokojit i s menšími zvířaty (jedna z jejich hlavních kořistí je jelen axis indický, který váží v průměru okolo 50 kg). Hovězí dobytek v podobě skotu a vodních buvolů patřil v minulosti mezi hlavní kořist perských lvů v Gírském lese a okolí a i nadále tvoří významnou složku potravy (cca 25 až 34 %). Nicméně od poslední čtvrtiny 20. a na začátku 21. století nastal výrazný trend snižování poměru zastoupení domácích zvířat v kořisti lvů ve prospěch divoce žijících druhů. Je to dáno nejspíše tím, že početní poměr kořist-predátor vzrostl v letech 1974 až 2015 z 54 ku 1 na 264 ku 1, neboli došlo k výraznému navýšení počtu divokých zvířat.
Z divoce žijících zvířat loví lvi především různé kopytníky, jako je axis (čital), sambar, nilgau a méně často také divoké prase. Výjimečně napadnou i velblouda či antilopu (antilopa jelení nebo gazela indická). Loví většinou v blízkosti vodních zdrojů a snaží se zvíře dostihnout prudkým výpadem z co nejkratší vzdálenosti. Dominantní samci si z kořisti nárokují podstatně větší část než jejich níže postavení partneři. Důležitou část potravy tvoří mršiny, velmi často uhynulý skot, který Indové shromažďují na zvláštních místech zvaných haddakhodis.

### Rozmnožování, život, úmrtnost

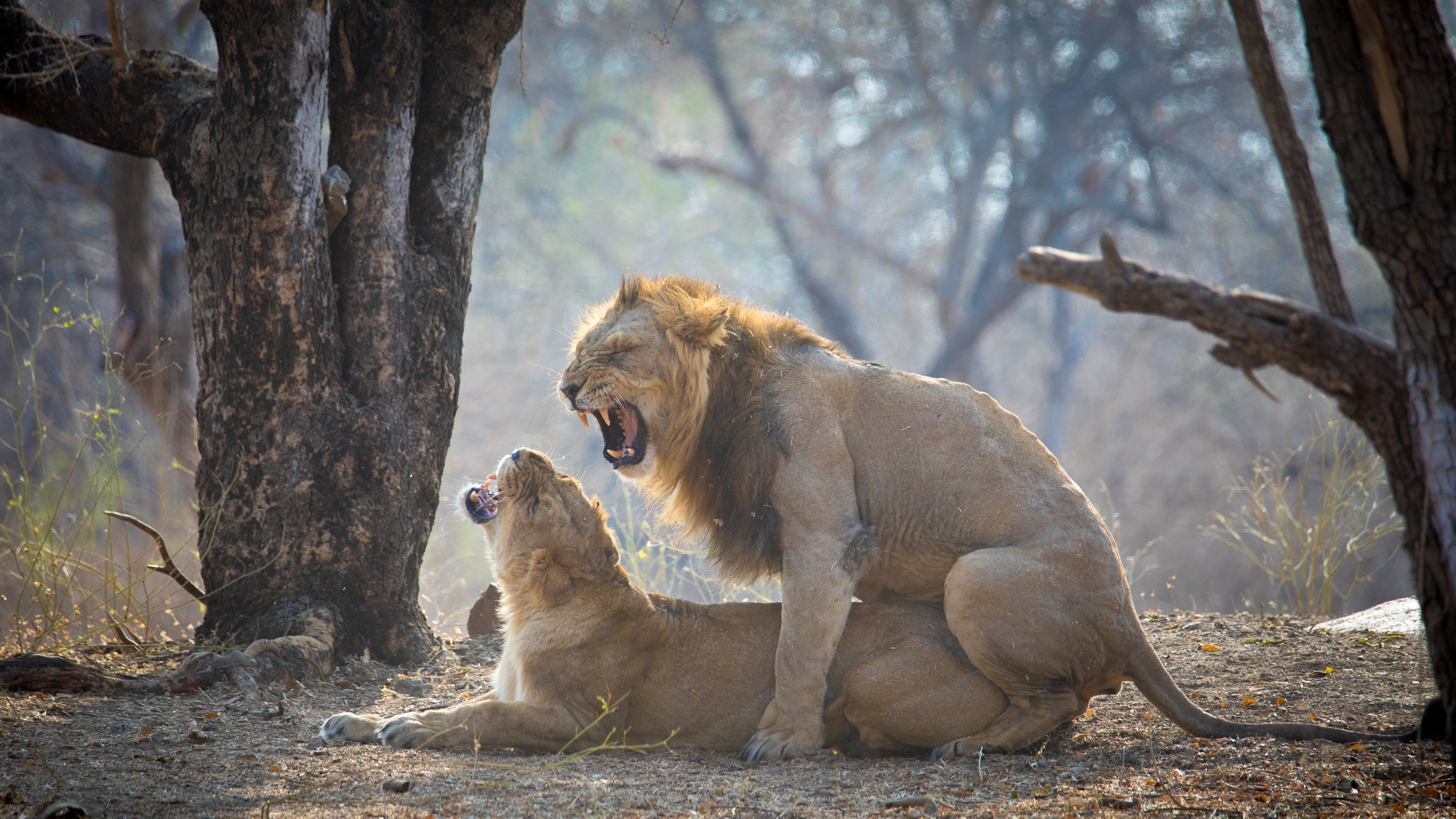
Páření lvů v Gírském lese

Rozmnožování probíhá celoročně, nicméně nejčastěji k němu dochází v říjnu až listopadu. Samčí koalice obvykle rotují mezi více smečkami lvic a průběžně se s nimi páří. Samice dávají najevo svou připravenost se pářit hlasovými projevy a pachovými značkami. Samotné rozmnožování probíhá 3 až 7 dní, páření je přitom časté, ale jeho frekvence postupně klesá. Během rozmnožování lvi loví jen zřídka. Členové koalice se ani během páření nemusí rozdělovat, zhruba v polovině případů se druh rozmnožujícího se samce nacházel poblíž pářícího se páru a někdy se sám se lvicí spářil, když zůstala bez dozoru. Výjimečně se může stát, že se poblíž pohybuje i jiná říjná lvice ze smečky a je nakryta – bez projevu agrese druhé samice. Dominantní samci se páří častěji než níže postavení členové samčích koalic. Březost trvá asi 110 dní, doba vrhů mláďat nastává nejčastěji mezi lednem a dubnem. Samice vrhá 1 až 7 koťat (průměrně 2,5). Mláďata se rodí slepá a bezmocná, oči se jim otvírají po 11 dnech, chodit začínají po 15 dnech. Matky je kojí 5 až 6 měsíců. Jejich úmrtnost během prvního roku života dosahuje v průměru 33 % (divočina) až 36 % (zajetí), někdy však může být až okolo 60 %. Průměrná doba mezi jednotlivými vrhy činí u samic 24 měsíců, pokud tedy mláďata nezahynou v důsledku infanticidy či kvůli jiným příčinám. Promiskuitní strategie lvic, tedy páření s různými samci, pomáhá snižovat riziko infanticidy. Samce to pak spíše odradí od případného zabití jejích mláďat, neboť si nemůže být následně jist, že neusmrcuje mláďata svá.

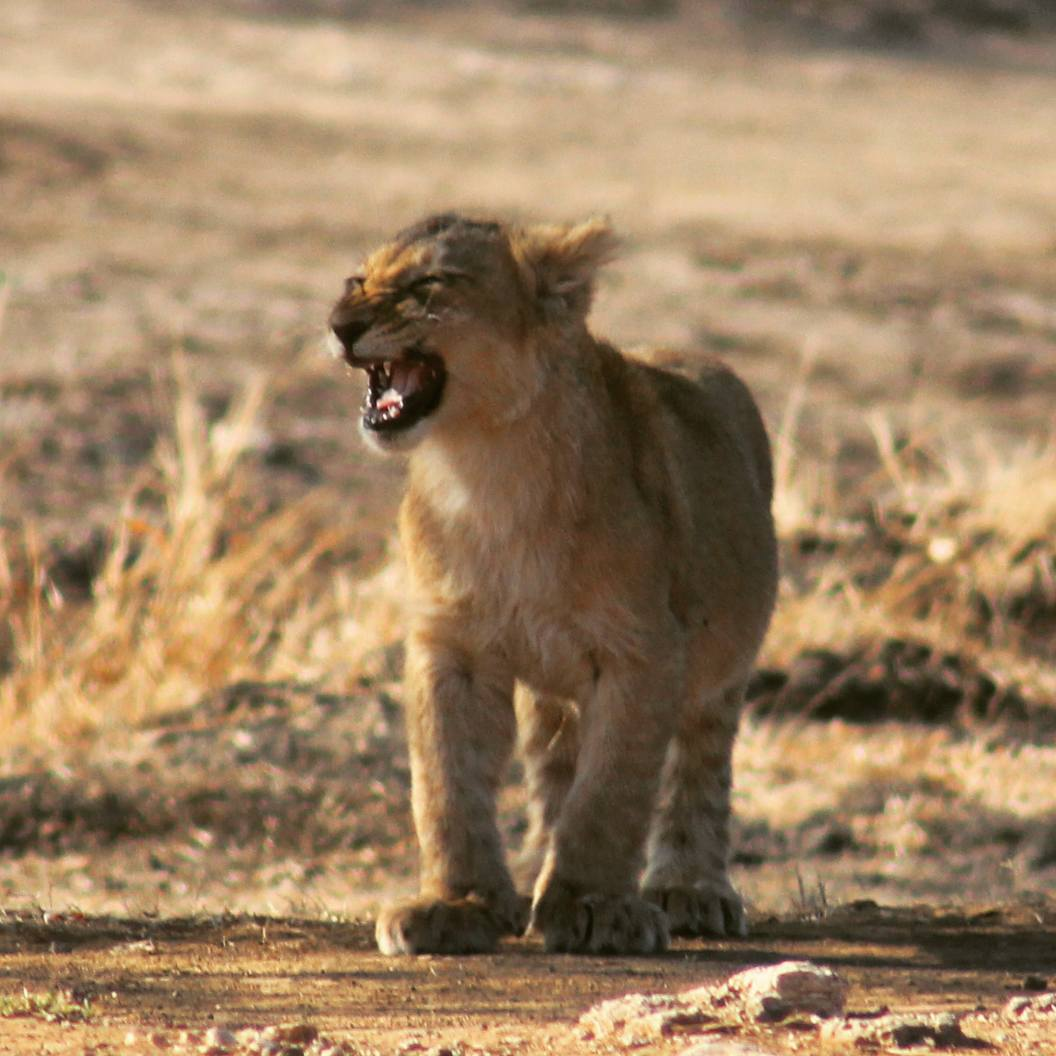
Mládě

Mladí lvi se stávají nezávislými ve věku přibližně dvou let. Mladí samci následně opouštějí smečku a snaží se ustavit vlastní teritorium. Rozmnožovat se začínají ve 4 až 8 letech věku (v zajetí jsou to jen 3 roky). Lvi perští se za příznivých podmínek dožívají 16 až 21 let, přičemž každoroční úmrtnost dospělých lvů je odhadována na 8 až 10 %. Z rozsáhlého dlouhodobého výzkumu provedeného na 288 mrtvých lvech vyplynulo, že na úmrtnosti se z 60 % podílely přirozené faktory (nemoci, infanticida, utonutí při záplavách, stáří, souboje s jinými lvy) a z 32 % antropogenní faktory (především utonutí ve studnách). U zbývajících 8 % se příčinu zjistit nepodařilo.

### Konkurence

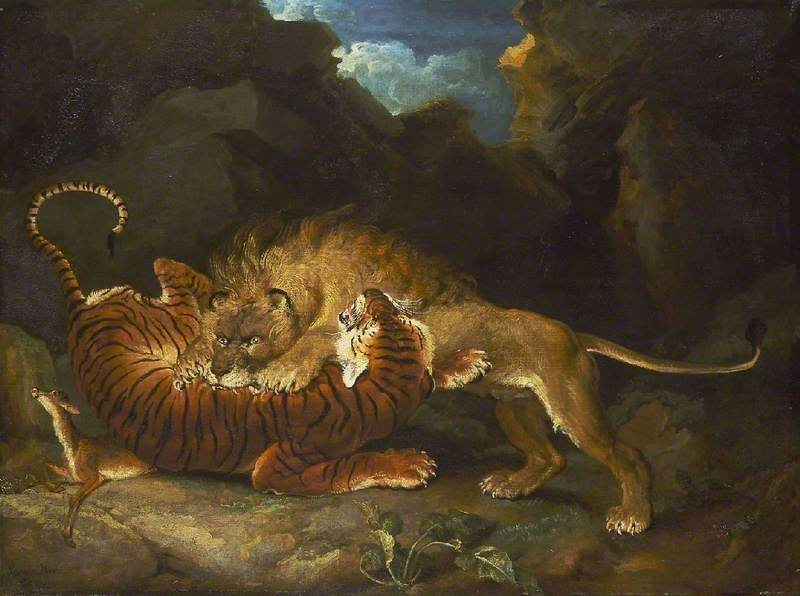
James Ward: Boj lva a tygra (1797)

Lvi dominují nad všemi ostatními predátory, kteří žijí v oblasti jejich výskytu (levharti, hyeny, šakalové, různé druhy malých koček). Soužití s levharty bylo několikrát studováno. Obě šelmy se v oblasti Gírského lesa vyskytují v podobných počtech, mají poměrně výrazné potravní překrytí a jejich denní aktivita je podobná. Liší se preferencí habitatu, neboť levhart se spíše vyhýbá otevřenějším prostorám na rozdíl od lva. To a vysoká hustota kořisti umožňuje vzájemnou koexistenci.
V Asii se lvi až do 19. století mohli potkávat i s tygry. Obě šelmy sdílely habitat v některých částech střední a západní Asie a především v Indii. Jejich vzájemné soužití trvalo tisíce let. Obecně se předpokládá, že tygr by mohl být při případném střetu jeden na jednoho častějším vítězem (je považován za zuřivější, rychlejší a inteligentnější šelmu), ve prospěch lvů nicméně hovoří sdružování do smeček. Vzájemné soupeření ve volné přírodě bylo ale nejspíše omezeno řadou faktorů, jako je preference habitatu, výběr kořisti, denní aktivita a vzájemný respekt. Kupříkladu lvi dokáží dlouhodobě tolerovat sušší krajinu, zatímco tygři potřebují téměř stálý přístup k dostatečným vodním zdrojům. Tygři jsou lépe adaptovaní na život v husté džungli, lvi dávají přednost otevřenějším stanovištím. Předpokládá se, že obě šelmy si mohly navzájem zabíjet mláďata, což se u různých konkurenčních masožravců běžně děje. Kolovaly sice lidové zkazky, že tygři přispěli k téměř vyhubení lvů v Indii, ale už britský zoolog Reginald Innes Pocock je v první polovině 20. století jednoznačně zavrhl. Jedinou skutečnou přirozenou hrozbu v současnosti představují jiní lvi, střety o teritorium se vzhledem k rostoucímu množství jedinců stávají stále častější.

### Nemoci, paraziti
Lvi asijští mohou trpět na různé nemoci a být hostiteli mnoha parazitů. Nebezpečná je pro ně virem způsobovaná psinka a krevním prvokem zapříčiněná babesióza. Mezi parazity této kočkovité šelmy se řadí škrkavky rodu Toxocara, měchovec rodu Ancylostoma a druhu Galonchus pernicious, vlasovec psí, tasemnice rodu Spirometra a Taenia. Zaznamenána byla i infekce měchožilem. Z ektoparazitů mohou být hostiteli blech, klíšťat a jiných roztočů.

## Hrozby, soužití s lidmi

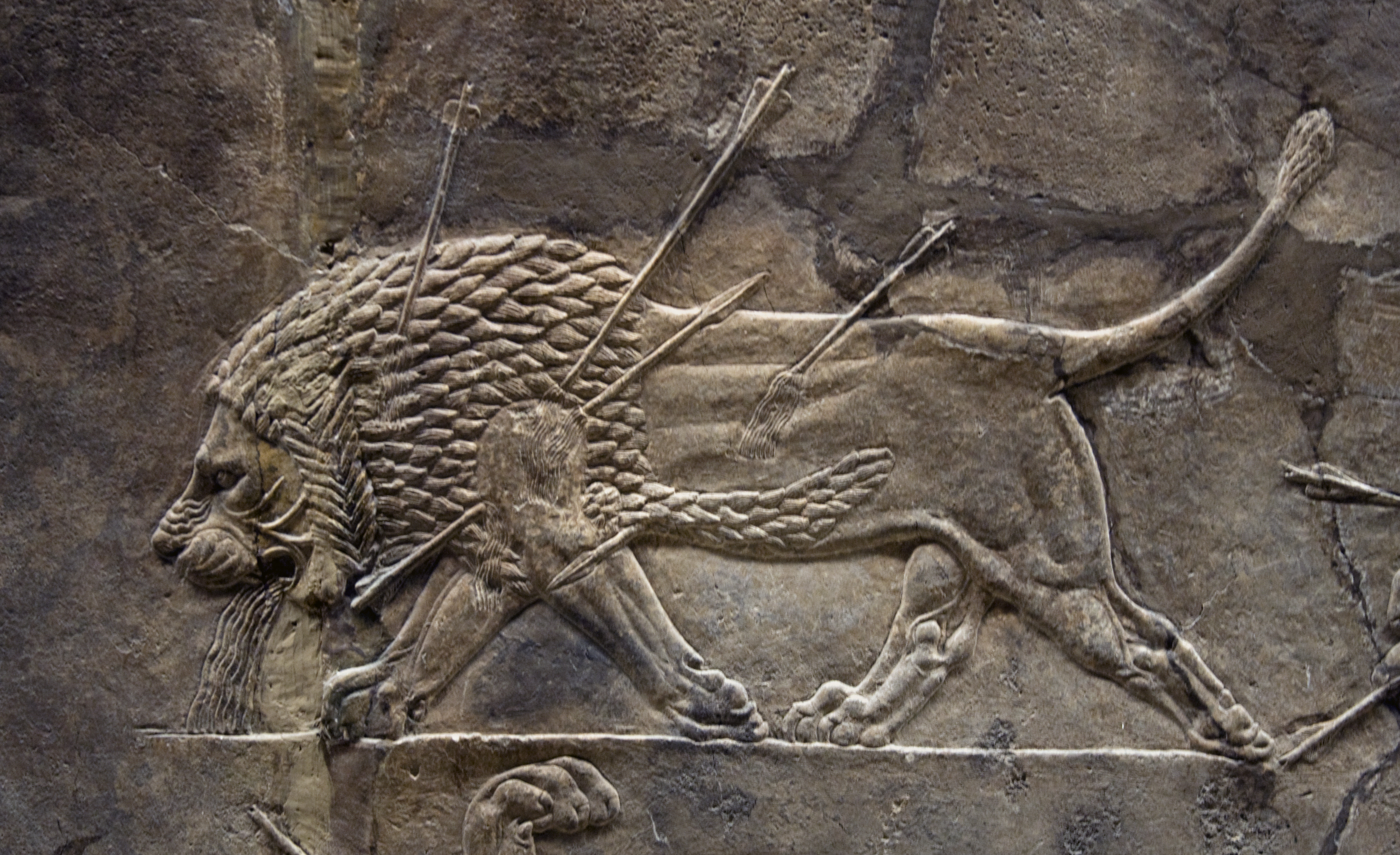
Mnoha šípy zasažený lev – asyrský reliéf z Ninive ze 7. století př. n. l.

Lov na lva byl oblíbenou zábavou vládnoucích vrstev od starověku. Z některých oblastí, například z Palestiny, se tak vytratil už ve středověku. Zhruba od poloviny 18. století byl lev loven tak intenzivně, že z naprosté většiny svého historického rozšíření během 200 let vymizel. Důvodem bylo masové rozšíření palných zbraní a povýšení lovu na zábavu nejen pro panovníky a šlechtu, ale i pro kolonialisty a různé zbohatlíky. Například v roce 1857 si jeden britský důstojník sloužící v Indii zaznamenal, že toho roku zastřelil 300 lvů.

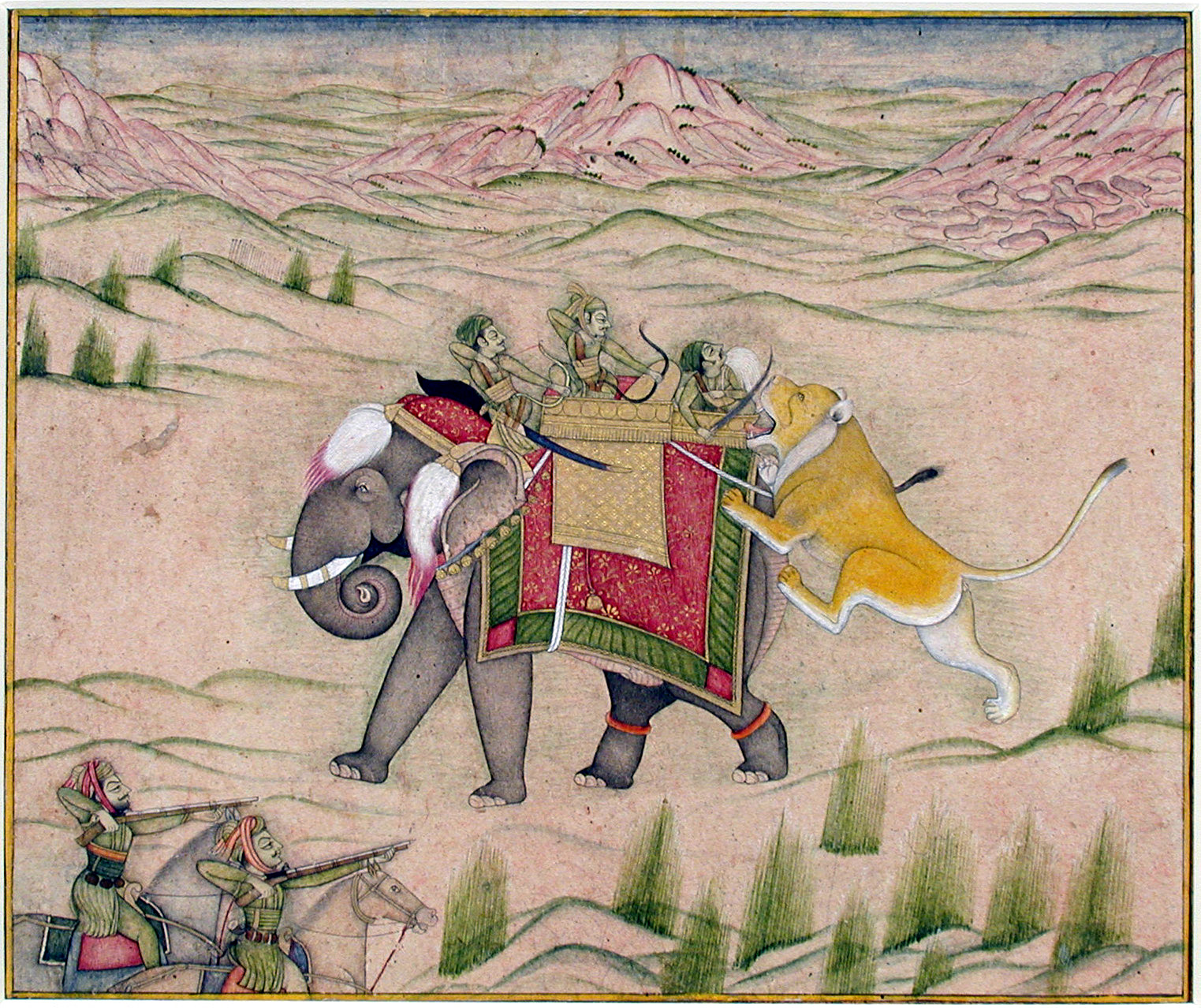
Lov na lva s pomocí slona (cca 1810)

Lev perský má v současnosti jen jednu subpopulaci, tudíž je velmi náchylný k vyhynutí z hlediska neočekávaných událostí, jako může být například epizootie nebo rozsáhlý lesní požár. Dalším problémem je pytláctví, především v poslední době, kdy se některé organizované gangy začínají přeorientovávat z tygrů na lvy. Bylo zaznamenáno i několik utonutí poté, co lvi spadli do studny. Z 50 000 otevřených studen v oblasti bylo asi 40 000 zakryto, ale toto nebezpečí stále trvá. Další hrozbou je automobilová a železniční doprava, která ročně způsobí smrt několika jedinců. Například v prosinci 2018 zahynuli tři lvi při srážce s vlakem. V roce 2017 zahynulo 6 lvů po zásahu elektrickým proudem v důsledku dotyku s nelegálním elektrickým oplocením, kterými si místní ohrazují pole. V září a říjnu 2018 bylo v Gírském lese a jeho blízkosti nalezeno 24 mrtvých lvů. Nejméně 11 z nich zahynulo v důsledku nákazy psinkou, zřejmě v kombinaci s babesiózou. Podobná epidemie zdecimovala v roce 1994 serengetskou populaci lva. V roce 2020 postihla asijské lvy v jedné konkrétní části parku nákaza babesiózou, přičemž jich zahubila nejméně třetinu z celkového počtu 23 mrtvých zaznamenaných za tři měsíce.
Existenci stabilní lví populace ohrožovaly i pastevecké komunity žijící v Gírském lese. Jejich dobytek vytlačoval divoké kopytníky tím, že jim spásal trávu a listí. Lvi museli mnohem častěji lovit chovná zvířata, a tím se dostávali do konfliktu s lidmi. Po přesídlení pastevců a části dobytka se situace výrazně zlepšila. Populace divokých kopytníků vzrostla mezi lety 1970 až 2010 zhruba desetkrát (z cca 6 400 na 64 850) a populace lvů se mezi roky 1974 a 2010 zvýšila ze 180 na 411 zvířat. Do roku 2015 došlo k dalšímu nárůstů kopytníků na 83 150 a lvů na 523.

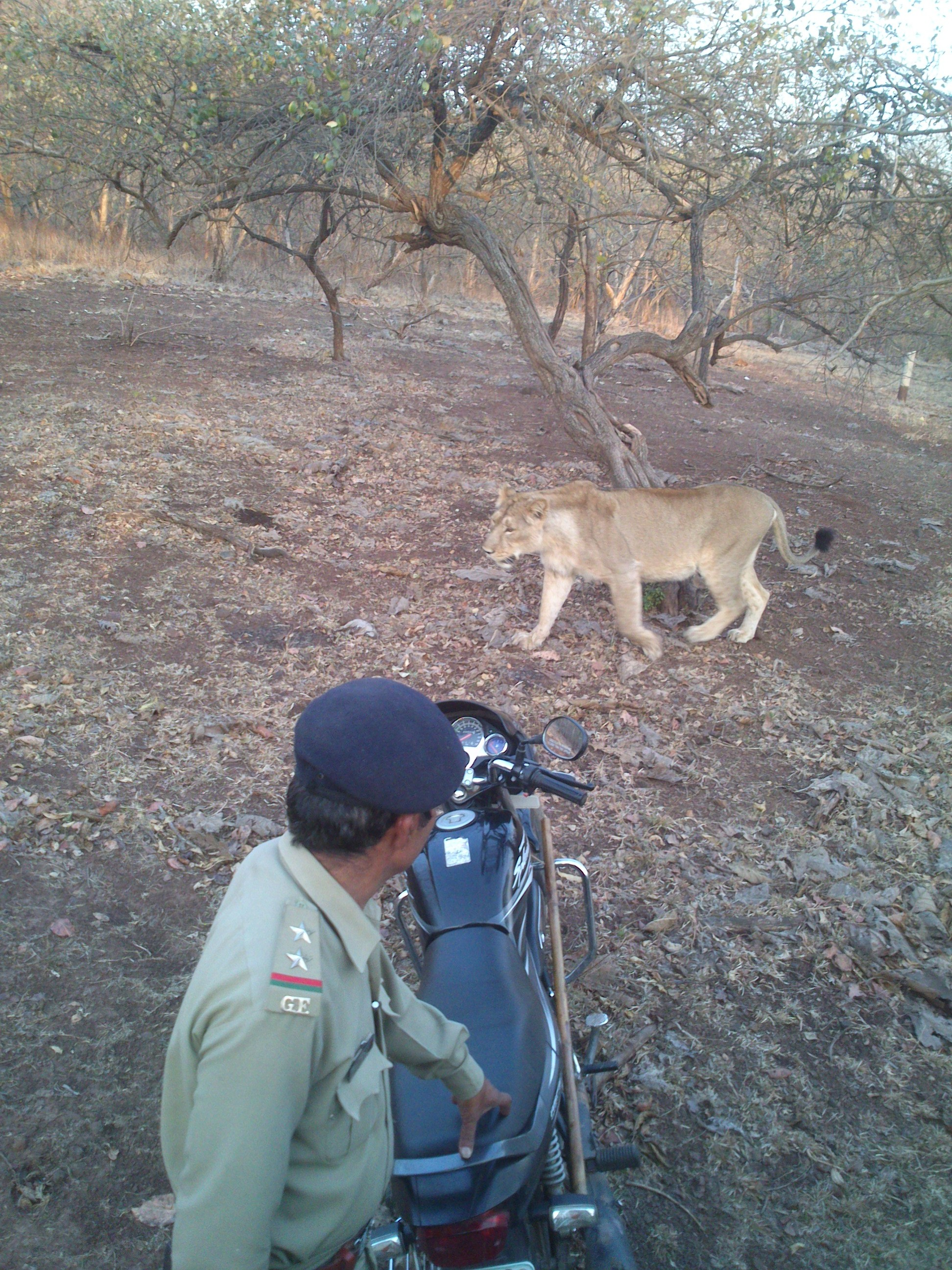
Lvi indičtí se mnohdy pohybují v blízkosti lidí.

V důsledku vysoké hustoty zalidnění v Indii se lvi někdy dostávají do těsného kontaktu s lidmi, což může skončit tragicky. Například mezi lety 1988 a 1990 došlo k 81 útokům lvů a výsledkem bylo 16 mrtvých lidí. V letech 2007 až 2016 bylo zaznamenáno 190 útoků, z nich 12 smrtelných. Některé komunity žijící poblíž rezervace ovšem lvy u svých vesnic tolerují a dokonce jim nevadí, když šelmy občas zabijí a sežerou jimi chovaný dobytek. Škody na dobytku stát hradí, i když vymáhání náhrady je někdy komplikované a zdlouhavé. Zemědělci závislí na pěstování rostlin navíc oceňují to, že lvi loví divoká prasata a nilgai, jež jim ničí úrodu. Průzkum provedený v letech 2005 až 2007 v šesti osadách pastevců zvaných Maldahariové ukázal, že koexistence lvů a lidí závislých na chovu dobytka je možná a dokonce oboustranně prospěšná. Lvi sice konzumovali maso domácích zvířat, ale šlo z velké části o mršiny. Maladahariové navíc požívají výhody pást svá stáda v rezervaci a jejich ztráty jsou kompenzovány. Ambivalentní aktivitou posledních desetiletí je růst oficiálního i nelegálního turismu za účelem pozorování lvů. Každoročně navštíví park asi 550 000 lidí. To s sebou přináší jak pozitiva (peníze, vzrůst zájmu o přírodu), tak negativa (vyrušování, přikrmování).
Některé výzkumy naznačovaly, že genetická variabilita lvů perských navzdory malé populaci zřejmě není tak nízká, jak se dalo předpokládat. Populace chovaná v zajetí však problémy vyplývající z inbreedingu jednoznačně vykazuje (časté mrtvé porody, velmi vysoká úmrtnost mláďat). Výzkum evoluce vyhynulých i žijících populací lvů publikovaný v roce 2020 hovoří o extrémně nízké genetické variabilitě indických lvů, kteří si prošli efektem hrdla láhve, a to dokonce několikanásobným: nejprve při odštěpení severního poddruhu Panthera leo leo od mateřské populace, a pak izolací indických jedinců na Káthijávárském poloostrově při dočasném oddělení poloostrova od pevniny vlivem zvýšení mořské hladiny v 1. tisíciletí př. n. l. a nakonec fragmentací a rapidním úbytkem populace v 19. století. Zajímavé je, že asijská populace v sobě má více genů jižního poddruhu Panthera leo melanochaita než severoafrická.

## Ochrana, reintrodukce
Mezinárodní svaz ochrany přírody (IUCN) vede lva perského jako ohrožený taxon, nicméně zpráva pochází z roku 2008 a je zastaralá tedy i taxonomicky, neboť nebere v úvahu revizi z roku 2017. Ve zprávě je uvedena poznámka „needs updating“, tedy že potřebuje aktualizaci. CITES uvádí asijského lva v příloze I, obchod s ním je tudíž zakázán. V Indii se šelmě dostává plné právní ochrany. Gudžarátská vláda věnuje lvům značnou péči. V roce 2019 jich 25 dostalo sledovací obojky, jež by měly přispět k ochraně populace. Po rozšíření psinky na podzim roku 2018 byli postupně všichni lvi naočkováni vakcínou.
Došlo sice ke snahám o reintrodukci lva do jiných částí země, ale žádná trvalá populace se nikde jinde zatím neuchytila, resp. často ani nebyla vůbec ustavena. V 60. letech 20. století proběhl pokus přesunout několik jedinců do rezervace Čandraprabha ve státě Uttarpradéš, ale přes počáteční úspěch, kdy se populace ze tří jedinců zvětšila na jedenáct, lvi z oblasti zmizeli. Přesuny v rámci Indie (hlavním kandidátem je chráněná oblast Kuno-Palpur ve státu Madhjapradéš) poslední dobou narážejí na nečekaný problém. Představitelé státu Gudžarát, podporovaní v tomto místními lidmi, odmítají na translokacích spolupracovat a zdůvodňují to mimo jiné tím, že lvi jsou státním dědictvím a že se o jejich přežití stát postará sám.
V roce 1973 se chystala reintrodukce v Íránu. Bylo v plánu dovézt z Indie 15 lvů, výměnou za 7 gepardů indických. Dokonce bylo vybráno i území v Národním parku Arjan o rozloze 1910 km2, ale nakonec se tyto plány neuskutečnily.

## Chov v zajetí
Až do konce 90. let 20. století byli asijští lvi v indických zoologických zahradách silně prokříženi s africkými lvy (mnohdy zabavenými z cirkusů), což vedlo ke genetickému znečištění. Když se to zjistilo, evropské a americké chovné programy asijských lvů byly uzavřeny, neboť zakladatelská zvířata byli kříženci. Někteří hybridi v severoamerických zoo byli dále množeni a výzkumníci konstatovali, že se jejich plodnost a kvalita spermií dramaticky zlepšila. Zkoumání DNA pomohlo vybrat jedince s vyšší genetickou variabilitou, kteří mohou být základem chovných programů. V roce 2006 zastavila indická Ústřední zoologická autorita (Central Zoo Authority) křížení afrických a asijských lvů s tím, že to nemá přínos pro ochranu asijských lvů, a od té doby jsou připouštěni a rozmnožováni jen čistokrevní lvi asijští.
Mezinárodní chovná kniha pro asijské lvy byla ustavena v roce 1977, v roce 1983 byl v Severní Americe založen Species Survival Plan. Severoamerická populace pochází z pěti zakladatelů, tři z nich byli čistokrevní asijští lvi, dva pak hybridi nebo afričtí lvi. Celkově je silně příbuzensky prokřížená. V Evropě je situace podstatně lepší. Některé zoo získaly v 90. letech 20. století čistokrevné lvy perské z Indie. V roce 1994 byl pro ně založen European Endangered Species Programme (EEP) a v roce 1999 publikovala European Association of Zoos and Aquaria (EAZA) první chovnou knihu. V roce 2005 bylo v rámci EEP chováno 80 asijských lvů, v roce 2009 jich bylo více než 100 a v roce 2017 již asi 150 ve více než čtyřech desítkách zoo. Největší v zajetí chovanou populací disponuje Sakkarbaug Zoo v Džúnágadhu v indickém svazovém státě Gudžarát. V roce 2018 zde žilo celkem 64 jedinců.

### Chov v českých zoo
V Česku chová lva perského pod označením lev indický Zoo Praha a Zoo Ostrava. V minulosti je také chovala zoo Dvůr Králové a Zoo Ústí nad Labem.
Zoo Praha chová lvy od roku 2004, kdy získala dva samce z Polska a jednu samici ze Spojeného království. V roce 2015 získala zoo cekem tři lvy (samce Jamvana a samice Ginni a Suchi) přímo z indického státu Gudžarát, kde se přirozeně vyskytují. V roce 2019 Ginni podstoupila umělou inseminaci a zabřezla, mládě se ale narodilo mrtvé. V roce 2023 byla Ginni převezena do Budapešti, kde by mohla zabřeznout.

## Kultura
Lev hrál důležitou roli v asijských kulturách. Stal se především symbolem síly a majestátnosti. Často byl protivníkem největších mytických hrdinů, čímž měla vyniknout jejich síla a odvaha. Nejstarší vyobrazení lva pocházejí ze skalních výjevů Bhimbetka v Indii a vznikly nejspíše v neolitu či eneolitu. Ve starověké Mezopotámii byl lev spojován s královskou mocí. Jeho zobrazení se našlo v Ninive, známá socha a reliéfy pak v Babylónu. Byl jedním z atributů resp. symbolů bohyně Ištar. Lvi se objevují i v eposu o Gilgamešovi, kdy s nimi hlavní hrdina bojuje a je se lvy i často zobrazován. V judaismu symbolizuje lev příslib vykoupení – budoucí mesiáš by se měl zrodit z Davidova pokolení z kmene Juda, neboli lvího kmene. Lev se mnohokrát objevuje v bibli, například když s ním zápasí hrdina Samson, případně když Daniel musí na zkoušku pobývat ve lví jámě. Lev má důležité postavení v perské i arabské islámské kultuře. Například jedna z bytostí, jež podpírají Alláhův trůn, je anděl se lví hlavou. V islámu symbolizuje zuřivost, ale i udatnost. V Indii zdobily lví sochy paláce, chrámy a další důležité budovy. Narasimha (Narasingh nebo Narasinga – muž-lev) je považován za inkarnaci Višnua v puránských textech. V buddhistické kultuře byl lev zobrazován jako symbol bódhisattvů, ochránce dharmy, podpírač trůnu buddhů a bódhisattvů. V hinduismu a tibetském buddhismu se také objevuje dákiní s tváří lva. Lev se nachází na řadě vlajek a erbů po celé Asii a Evropě a objevuje se také na znaku Indie a na vlajce Srí Lanky. Jméno Sinhálci, což jsou obyvatelé Srí Lanky, znamená v sanskrtu doslova „lví rasa“. Singapur znamená v překladu lví město, kterýžto název ale vznikl ve 13. století nejspíše omylem, neboť lev zde nikdy nežil. V Číně lev také nežil, je zde ovšem považován za symbol majestátnosti, ochrany a štěstí a je oblíbeným uměleckým námětem. Dokonce zde existuje styl tance zvaný lví tanec.

### Galerie

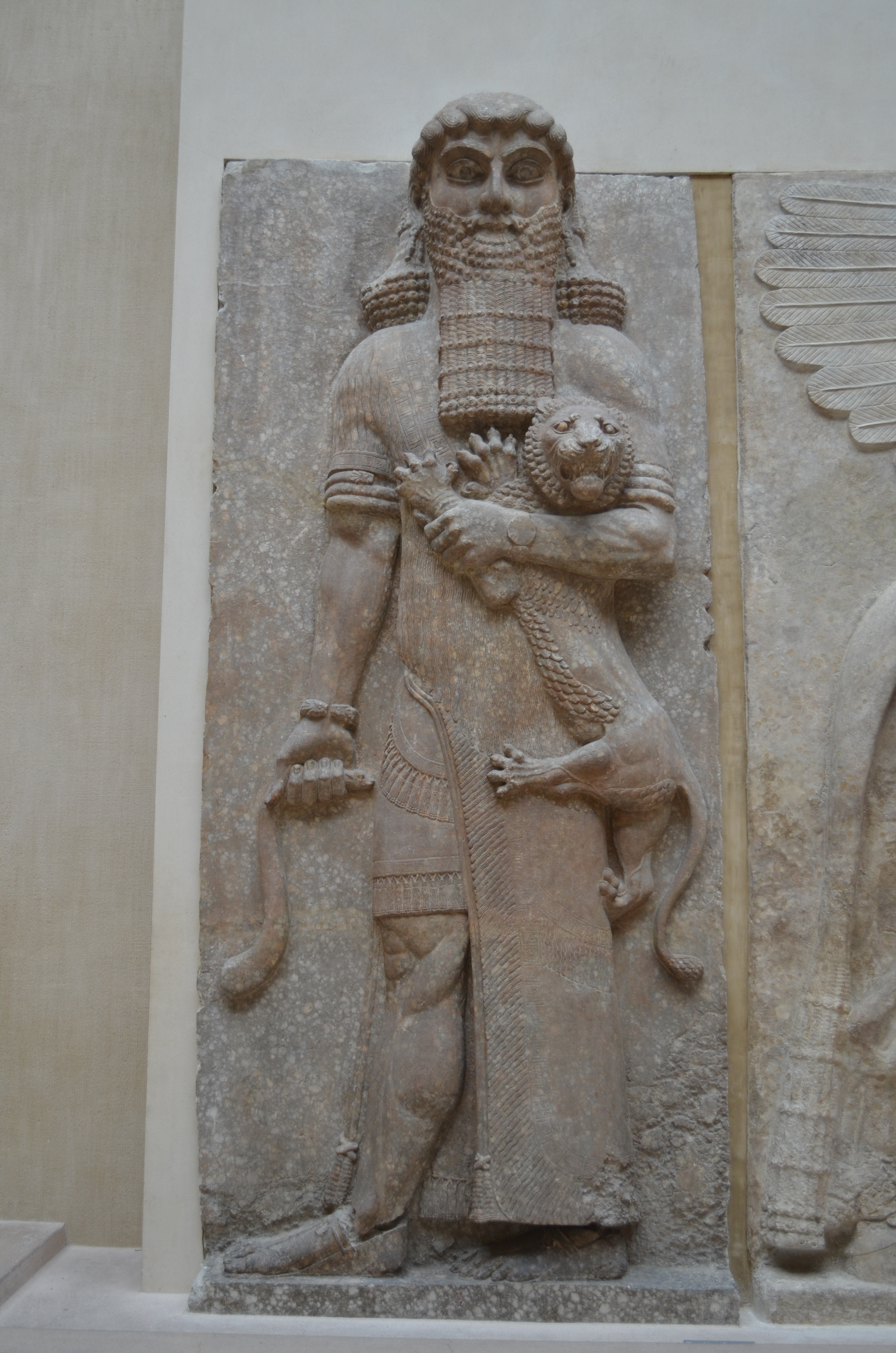
Hrdina Gilgameš krotí lva. Reliéf z paláce Sargona II. (8. stol. př. n. l.)
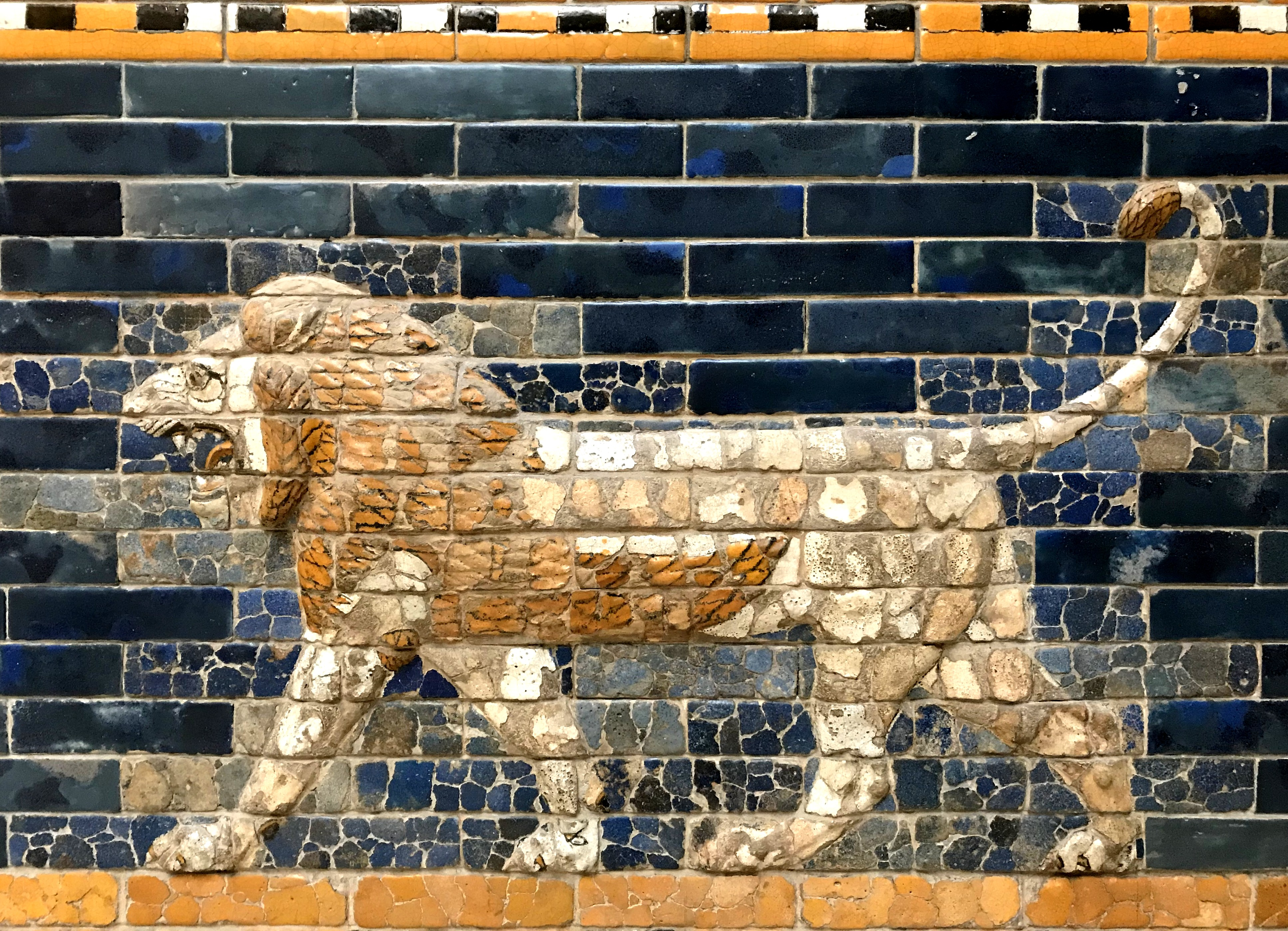
Reliéf lva na rekonstrukci Ištařiny brány (Pergamonské muzeum v Berlíně)
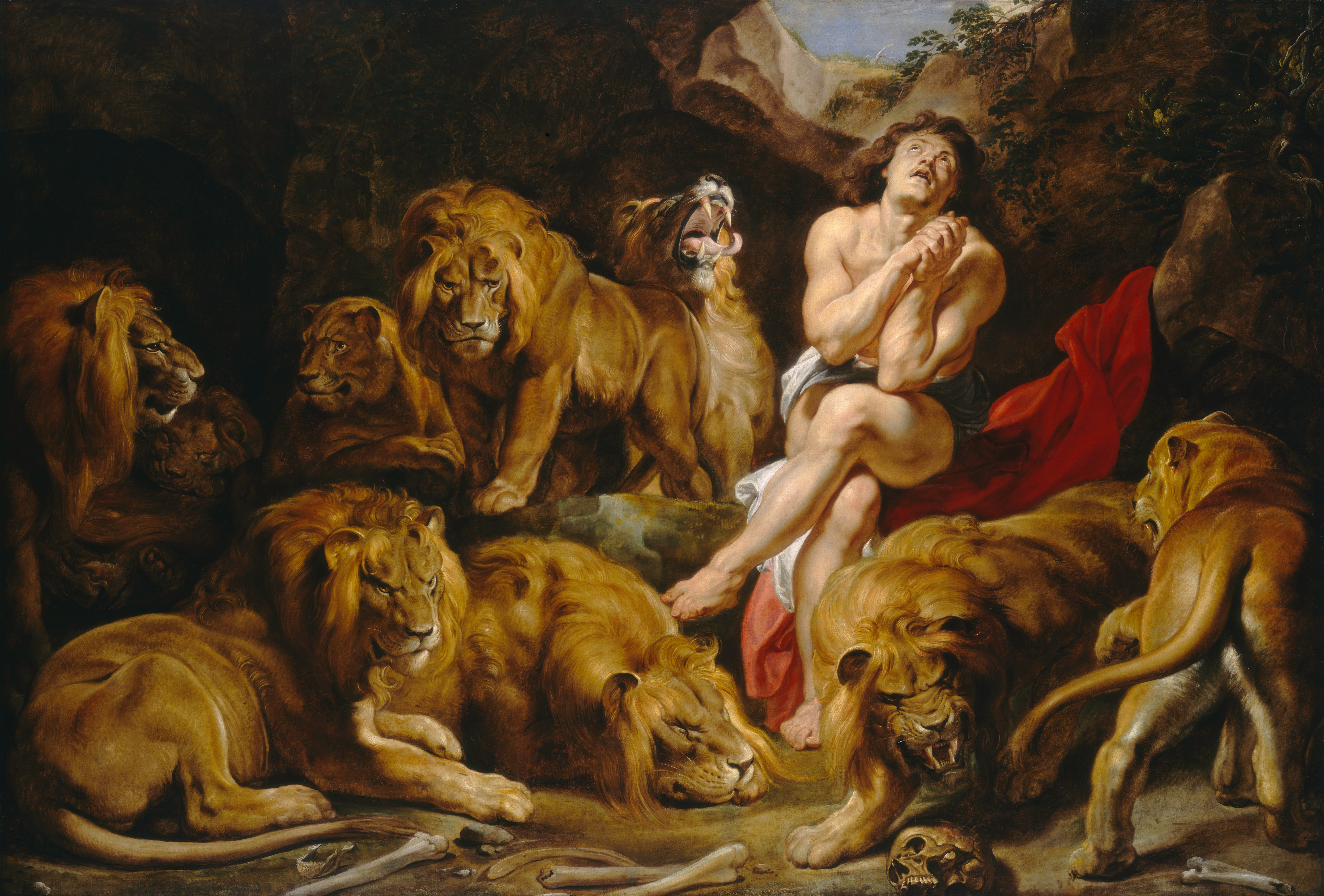
P. P. Rubens: Daniel v jámě lvové (cca 1616)
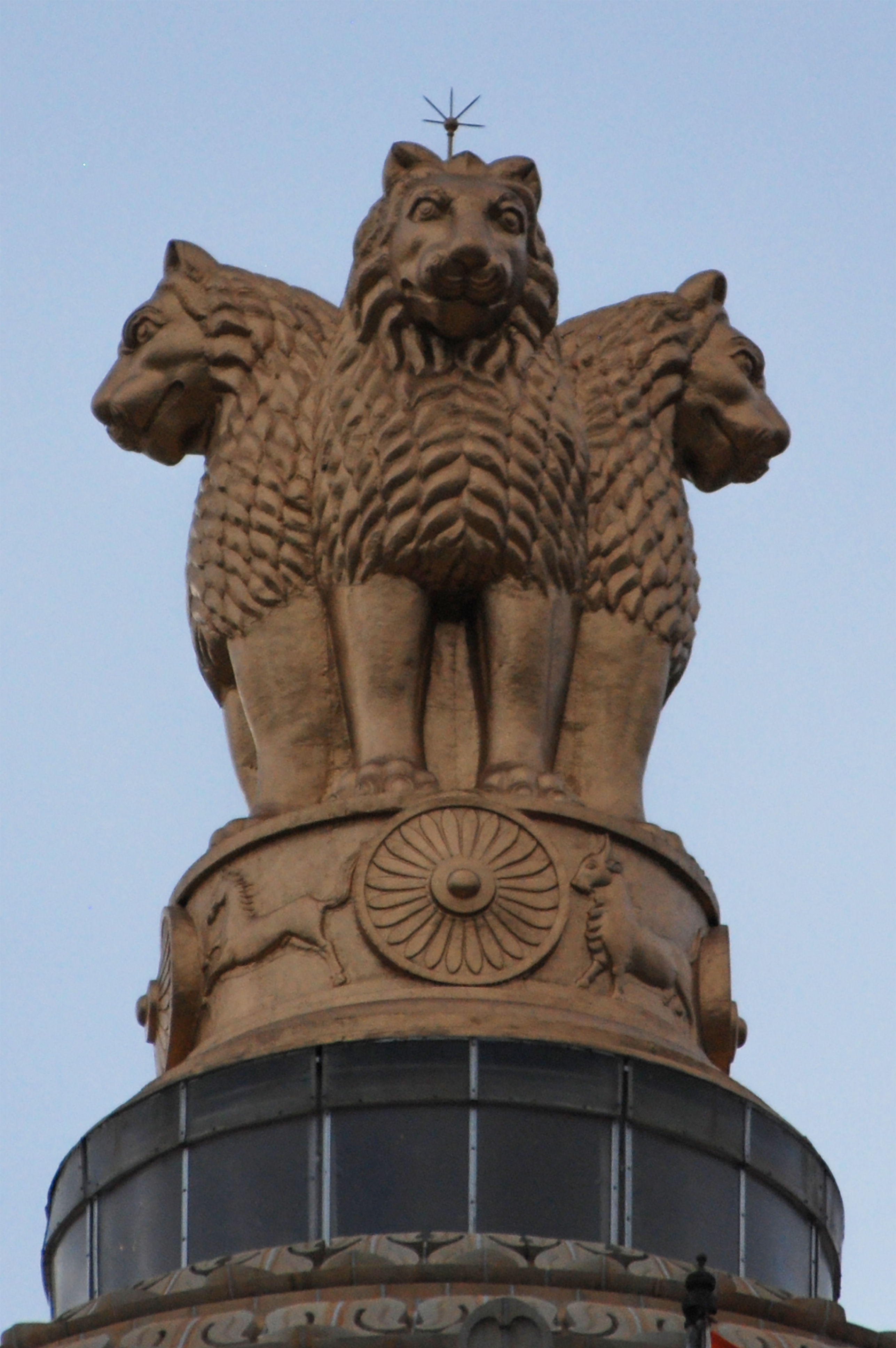
Ašokův lví sloup, předobraz státního symbolu Indie.
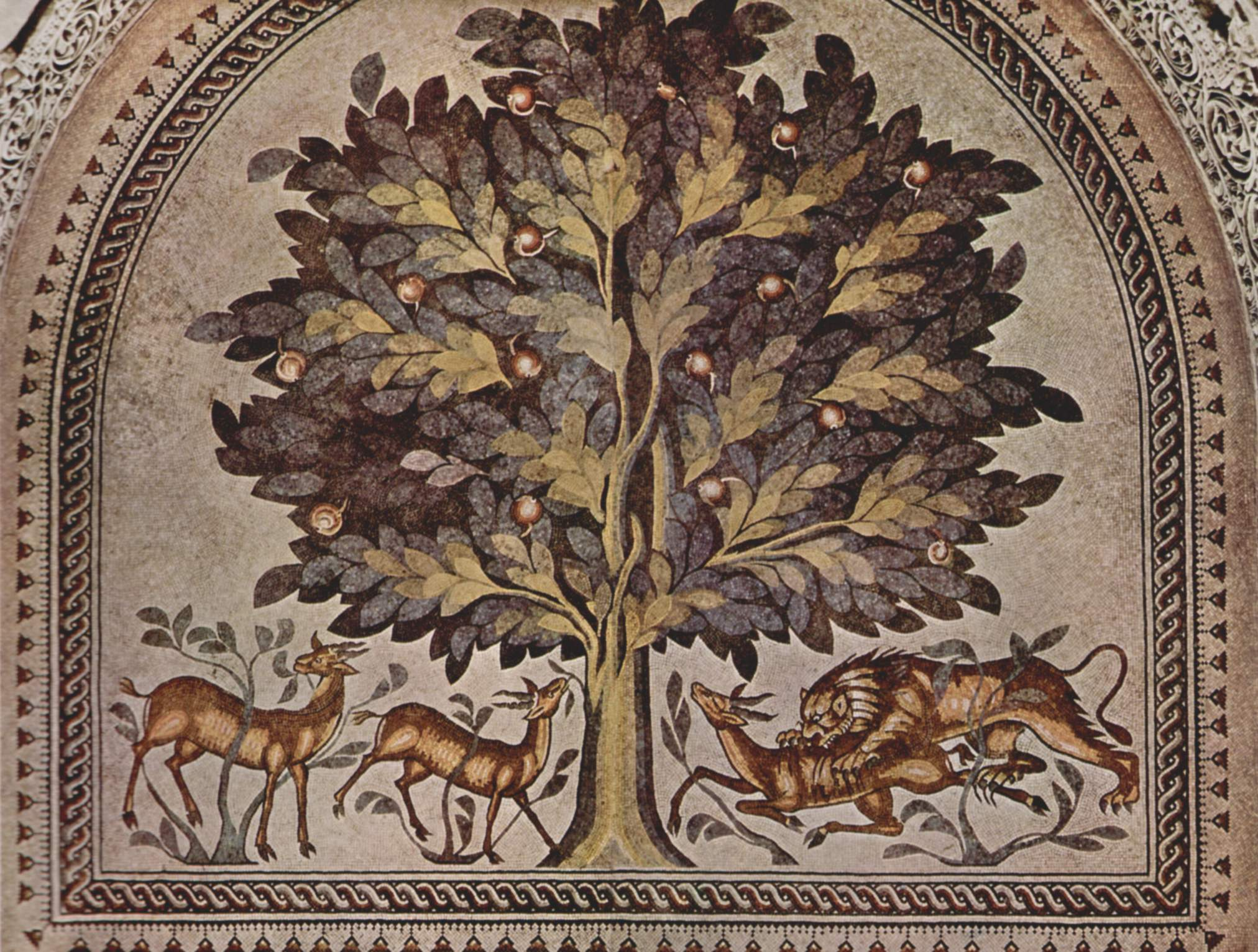
Lev útočí na gazely pod jabloní – arabská mozaika (8. století)
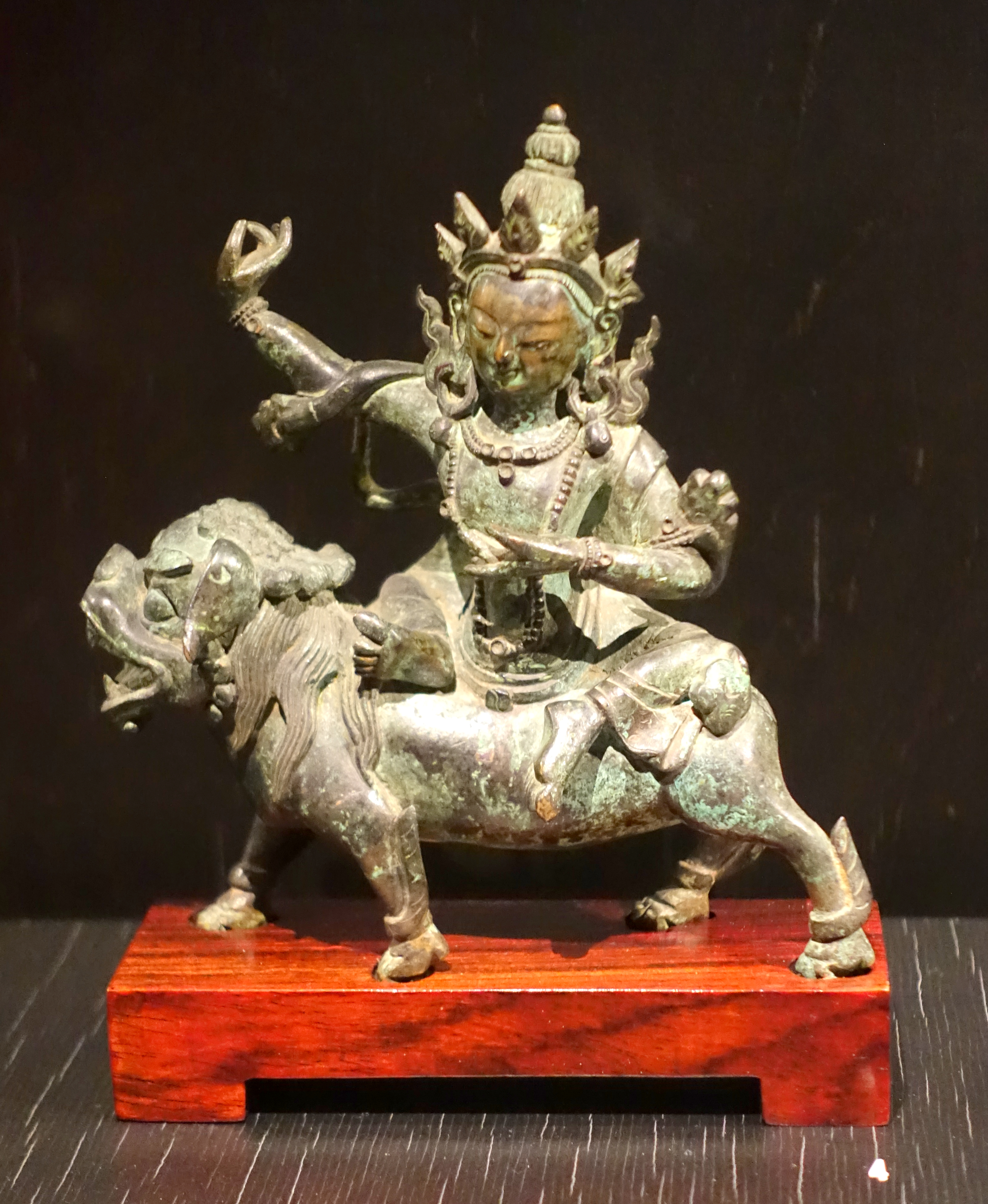
Bódhisattva Avalókitéšvara jedoucí na lvu (18. století)
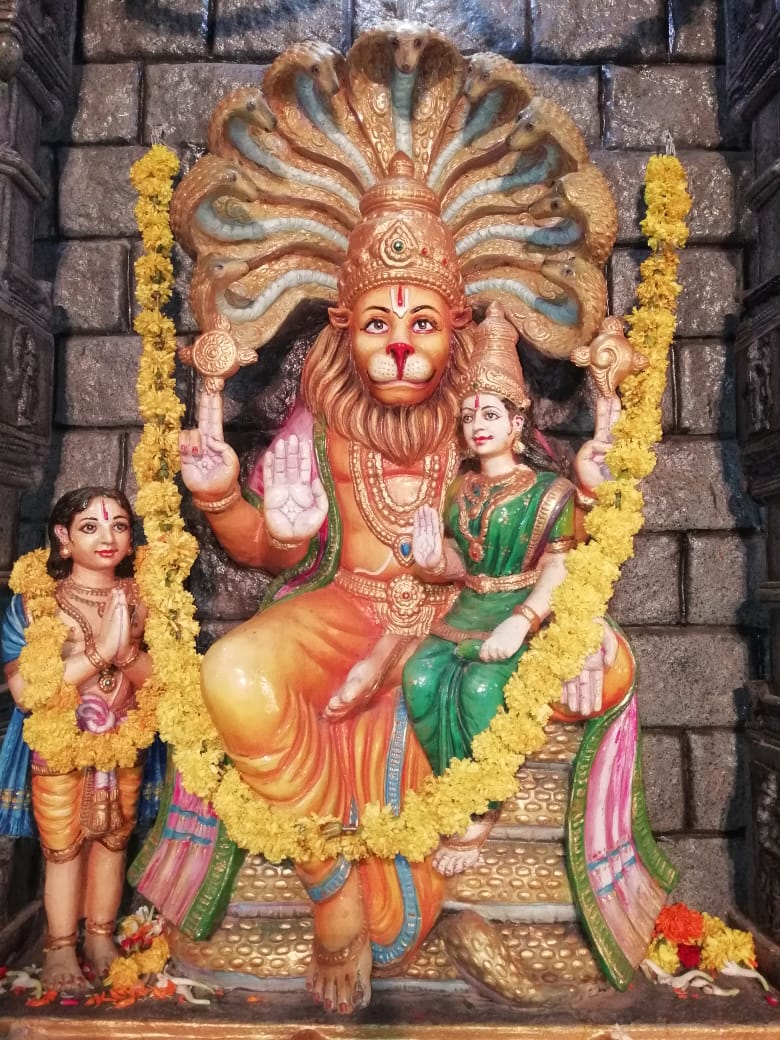
Socha Narasimhy, lvího avatara boha Višnua